# Louis-Antoine de Noailles
Louis-Antoine de Noailles (ur. 27 maja 1651 w Cros-de-Montvert, zm. 4 maja 1729 w Paryżu) – francuski duchowny katolicki, kardynał, arcybiskup Paryża, brat księcia Anne-Jules'a de Noailles.

## Życiorys
Pochodził z arystokratycznego rodu. Święcenia kapłańskie przyjął 8 czerwca 1675 w Dijon. 17 marca 1679 został wybrany biskupem Cahors. 18 czerwca 1679 przyjął sakrę z rąk arcybiskupa François de Harlay de Champvallon (współkonsekratorami byli biskupi Dominique de Ligni i Hardouin de La Hoguette). 17 marca 1681 objął biskupstwo Châlons-sur-Marne. 19 września 1695 przeszedł na stołeczną metropolię, na której pozostał już do śmierci. 21 czerwca 1700 Innocenty XII wyniósł go do godności kardynalskiej z tytułem prezbitera Santa Maria sopra Minerva. Wziął udział w konklawe wybierającym Klemensa XI. Nie brał udziału w konklawe wybierających Innocentego XIII i Benedykta XIII.